# 上加納村
上加納村（かみかのうむら）は、かつて岐阜県稲葉郡（廃止時）に存在した村である。
現在の岐阜市の中心部の東部、水道山の南から新荒田川にかけての地域に該当する。
村の北半分は岐阜市発足時から岐阜市域となり、この地域には現在のJR岐阜駅や名鉄岐阜駅周辺、柳ヶ瀬など、現在の岐阜市の中心部が含まれていた。

## 歴史
美濃国厚見郡に所属。江戸時代を通じて加納藩領。1872年（明治5年）まで村内は東加納村、西加納村、南加納村、北加納村、御園村に分かれていた。1888年（明治21年）時点の人口は、4386人。
- 1889年（明治22年）7月1日 - 厚見郡岐阜町[3]、富茂登村、稲束村、小熊村、今泉村と上加納村の北半分[4]が合併して市制を施行し、岐阜市が発足。上加納村の南半分[5]が単独で町村制を施行。
- 1897年（明治30年）4月1日[6] - 郡の統廃合により、所属郡が稲葉郡に変更される。
- 1903年（明治36年）4月1日 - 岐阜市に編入され、岐阜市大字稲葉となる。

## 現在の地名との関係
区画整理や地名変更が多い地域であるが、現在も上加納村の字名が残っている地区もある。
- 1889年に岐阜市となった地域
  - 金園町、長住町、柳ヶ瀬
- 1903年に岐阜市となった地域
  - 長住町、神室町、室津町、田生越町、祈年町、一松道町、五坪町、鶴田町、田神町、玉姓町

## 学校
- 徹明義校[7]　（後の岐阜市立徹明小学校。統合により廃校となり、現・岐阜市立徹明さくら小学校）

## 神社・仏閣
- 金神社
- 橿森神社
- 溝旗神社
- 瑞龍寺

## その他
- 岐阜市にあるソープランド街「金津園」は、1888年に上加納村に設置された「金津遊廓」が始まりという。名称は、上加納村の字名「金津」に由来するというが、実際の開設場所の字名は高巌である[8]。遊廓設置後に地名を変更した可能性がある。金津遊廓の所在地は現在の岐阜市大富町・栄枝町・柳ケ瀬通5 - 6丁目・日ノ出町4 - 5丁目付近だったが、その後の移転により、現在の金津園の所在地である岐阜市加納水野町付近はかつての下加納村の一部となる。